# Héctor García Otero
 Esta secção é mínima. Você pode ajudar a Wikipédia expandindo-a.
Héctor García Otero, (12 de junho de 1926) foi um basquetebolista uruguaio que integrou a Seleção Uruguaia nos XIV Jogos Olímpicos de Verão em 1948 realizados em Londres no Reino Unido, quando conquistaram a quinta colocação, e nos XV Jogos Olímpicos de Verão em 1952 realizados em Helsínquia na Finlândia e nos XVI Jogos Olímpicos de Verão de 1956 em Melbourne quando conquistaram a Medalha de Bronze.